# كودوكوشي
كودوكوشي أو «الموت وحيدا» (باليابانية: 孤独死) هي ظاهرة في اليابان حيث يموت الأشخاص وحيدين، وتبقى جثثهم غير مكتشفة لفترة طويلة من الزمن. وقد أصبحت ظاهرة الكودوكوشي مشكلة متزايدة في اليابان، نسبة إلى المشاكل الاقتصادية وعدد المسنين المتزايد في اليابان بالإضافة إلى العزلة الاجتماعية. ذكرت هيئة الإذاعة اليابانية أن هناك قرابة 32000 مسن ماتوا وحيدين في عام 2009. وفي عام 2008 كان هناك أكثر من 2200 حالة وفاة وحيدة في طوكيو وحدها.